# Nationalpark Jugyd wa
Der Nationalpark Jugyd wa, originalsprachig Nazionalny park «Jugyd wa» (russisch Национальный парк «Югыд ва») und «Jugyd wa» nazional park (Komi «Югыд ва» национал парк), ist ein Nationalpark in der Republik Komi in Russland. Bis zur Entstehung des Nationalparks Beringia im Jahr 2013 war er der größte Nationalpark Russlands.

## Geschichte
Der Park wurde am 23. April 1994 von der Regierung der Russischen Föderation mit dem Ziel gegründet, die Taiga im nördlichen Ural zu schützen und für den Tourismus zu erschließen. Er liegt in der Republik Komi, in der die finnougrische Sprache Komi offiziellen Status als zweite Amtssprache genießt. Der Name des Nationalparks Jugyd wa ist Komi und lässt sich als „klares Wasser“ übersetzen.
Im Jahr 1995 wurden die Waldgebiete, in denen sich der Nationalpark Jugyd wa befindet, zum UNESCO-Welterbe Urwälder von Komi ernannt.